# G Magazine
G Magazine fue una revista brasileña para adultos, de contenido homosexual masculino, que presenta contenido explícito tal como desnudos frontales (incluyendo erecciones) y artículos de la comunidad gay. La revista fue creada por Ana Fadigas inicialmente bajo el nombre de Bananaloca y con un tiraje de 55 000 ejemplares.
Es una publicación mensual que vende aproximadamente 110 000 copias cada mes, casi la mitad de las que vendía Playboy en Brasil. Su versión en Internet se denomina G Online.
La revista ha presentado fotografías desnudas de decenas de celebridades brasileñas, así como ex-celebridades, tales como Warren Cuccurullo, guitarrista de Duran Duran. Entre las celebridades brasileñas que han posado para G Magazine se encuentran los actores Alexandre Frota, Matheus Carrieri, y Victor Wagner; el modelo Klaus Hee; DJs; los cantantes Rodrigo Phavanello, Márcio Aguiar, y David Cardoso Jr., así como también futbolistas como Vampeta y participantes de la versión brasileña de Gran Hermano y otros reality-shows.
En 2024 se anunció que G Magazine regresará en formato digital, integrando colaboraciones con otras publicaciones y adaptándose al nuevo entorno digital, con el foco en ofrecer contenidos diversos y mantener su legado de representar la sensualidad masculina y el público LGBTQIA+. El regreso digital de la revista marca una nueva etapa, enfocada a las demandas contemporáneas y con nuevos formatos de contenidos, reforzando su relevancia en el escenario actual. Se planifica que el lanzamiento se realice en julio de 2025.

## Portadas
En la siguiente lista se presentan los personajes que han aparecido en la portada de G Magazine:

### 1997
| Edición | Portada         | Mes        | Notas |
| ------- | --------------- | ---------- | ----- |
| 001     | Victor Xavier   | Septiembre |       |
| 002     | Alex Riviera    | Octubre    |       |
| 003     | Marcelo Santos  | Noviembre  |       |
| 004     | Bismark Correia | Diciembre  |       |

### 1998
| Edición | Portada           | Mes        | Notas                          |
| ------- | ----------------- | ---------- | ------------------------------ |
| 005     | Marcos Olivier    | Enero      |                                |
| 006     | Hudson & Hira     | Febrero    | Bailarines - Carrapicho        |
| 007     | Lucas Palhares    | Marzo      |                                |
| 008     | Mauro Borges      | Abril      | Desnudista                     |
| 009     | Tom               | Mayo       | Bailarìn - Boquinha da Garrafa |
| 010     | Sandro Zanata     | Junio      |                                |
| 011     | Matheus Carrieri  | Julio      | Actor                          |
| 012     | Gilson Machado    | Agosto     | Actor - A Praça é Nossa        |
| 013     | David Cardoso Jr. | Septiembre | Actor                          |
| 014     | Alex Sanches      | Octubre    | Bailarìn - Gera Samba          |
| 015     | Sexy Power Man    | Diciembre  | Banda                          |

### 1999
| Edición | Portada                     | Mes        | Notas                        |
| ------- | --------------------------- | ---------- | ---------------------------- |
| 016     | Vampeta                     | Enero      | Futbolista - Corinthians     |
| 017     | Dinei                       | Febrero    | Futbolista - Corinthians     |
| 018     | Victor Wagner               | Marzo      | Actor - Xica da Silva        |
| 019     | David Cardoso               | Abril      | Actor                        |
| 020     | You Can Dance               | Mayo       | Grupo de música              |
| 021     | Rodrigo Pavanello           | Junio      | Exmiembro de la banda Dominó |
| 022     | Márcio Duarte               | Julio      | Cantante                     |
| 023     | Nico Puig                   | Agosto     | Actor                        |
| 024     | Roger Rocha Moreira         | Septiembre | Cantante - Ultraje a Rigor   |
| 025     | Roger José de Noronha Silva | Octubre    | Portero - São Paulo          |
| 026     | Oswaldo Lot                 | Noviembre  | Tiozinho                     |
| 027     | Beto Vasconcelos            | Diciembre  | Modelo                       |

### 2000
| Edición | Portada           | Mes        | Notas                     |
| ------- | ----------------- | ---------- | ------------------------- |
| 028     | Robson Caetano    | Enero      | Atleta                    |
| 029     | Alexandre Lenzi   | Febrero    | Atleta - Jet Sky          |
| 030     | Rubens Caribé     | Marzo      | Actor                     |
| 031     | Flavio Maciel     | Abril      |                           |
| 032     | Créo Kellab       | Mayo       |                           |
| 033     | Marcelo Picci     | Junio      | Actor                     |
| 034     | Latino            | Julio      | Cantante                  |
| 035     | Esnar Ribeiro     | Agosto     | Vaquero                   |
| 036     | Matheus Carrieri  | Septiembre | Actor                     |
| 037     | Márcio Aguiar     | Octubre    | Bailarín - Carla Perez    |
| 038     | Ricardo Feitoza   | Noviembre  |                           |
| 039     | Warren Cuccurullo | Diciembre  | Guitarrista - Duran Duran |

### 2001
| Edición | Portada           | Mes        | Notas                                     |
| ------- | ----------------- | ---------- | ----------------------------------------- |
| 040     | Thiaguinho        | Enero      | Participante del reality-show No Limite 1 |
| 041     | Wander            | Febrero    | Fotógrafo                                 |
| 042     | Rodrigo Pavanello | Marzo      | Integrante de un grupo de música          |
| 043     | Fabinho           | Abril      | Cantante - Os Travessos                   |
| 044     | Reynaldo          | Mayo       | Cantante - Terra Samba                    |
| 045     | Henrique Alba     | Junio      |                                           |
| 046     | Luiz Barra        | Julio      |                                           |
| 047     | Rafael Vanucci    | Agosto     | Modelo y cantante                         |
| 048     | Felipe & Fernando | Septiembre | Gemelos                                   |
| 049     | Alexandre Frota   | Octubre    | Actor                                     |
| 050     | Théo Becker       | Noviembre  | Ex-Papaquito y actor                      |
| 051     | Wilson Ribeiro    | Diciembre  |                                           |

### 2002
| Edición | Portada          | Mes        | Notas                 |
| ------- | ---------------- | ---------- | --------------------- |
| 052     | Tadeu Fracari    | Enero      |                       |
| 053     | Marcelo de Paula | Febrero    | Bebê Johnson's        |
| 054     | Conrado          | Marzo      | Cantante              |
| 055     | Renato Vianna    | Abril      |                       |
| 056     | Enrico           | Mayo       | Cantante - Twister    |
| 057     | Marcus Deminco   | Junio      |                       |
| 058     | Bruno Carvalho   | Julio      | Futbolista - Flamengo |
| 059     | Miguel Kelner    | Agosto     | Actor y modelo        |
| 060     | Rogério Rolim    | Septiembre | Modelo                |
| 061     | Júlio Escaleira  | Octubre    |                       |
| 062     | Cláudio Farias   | Noviembre  |                       |
| 063     | Thales Fracari   | Diciembre  |                       |

### 2003
| Edición | Portada           | Mes        | Notas                                                      |
| ------- | ----------------- | ---------- | ---------------------------------------------------------- |
| 064     | Alexandre Frota   | Enero      | Actor                                                      |
| 065     | Márcio Aguiar     | Febrero    | Bailarín - Carla Perez                                     |
| 066     | Caio Cortez       | Marzo      |                                                            |
| 067     | Marco Mastronelli | Abril      | Actor                                                      |
| 068     | Caetano Zonaro    | Mayo       | Participante del reality-show BBB 1 (Gran Hermano)         |
| 069     | Rafael González   | Junio      | Participante del reality-show Acorrentados                 |
| 070     | Julian Righetto   | Julio      | Participante del reality-show Conquistador do Fim do Mundo |
| 071     | Willians          | Agosto     | Actor - Turma do Gueto                                     |
| 072     | Rafael Alencar    | Septiembre | Actor porno                                                |
| 073     | Marcelo Mathias   | Octubre    | Participante del reality-show Casa dos Artistas            |
| 074     | Aldo Freitas      | Noviembre  | Garoto Fitness 2003                                        |
| 075     | Túlio Maravilha   | Diciembre  | Futbolista                                                 |

### 2004
| Edición | Portada                           | Mes        | Notas                                              |
| ------- | --------------------------------- | ---------- | -------------------------------------------------- |
| 076     | Klaus Hee                         | Enero      | Modelo                                             |
| 077     | Fábio Meirelles                   | Febrero    | Participante del reality-show No Limite 3          |
| 078     | Marcelo Jakybales                 | Marzo      | Homem Bamboo - Pânico na TV                        |
| 079     | Robson Rodrigues                  | Abril      | Atleta                                             |
| 080     | Rogério Dragone                   | Mayo       | Participante del reality-show BBB 4 (Gran Hermano) |
| 081     | Alan                              | Junio      | Participante del reality-show BBB 3                |
| 082     | Leandro Marinho                   | Julio      | Modelo                                             |
| 083     | Dimas Caetano                     | Agosto     | Garoto Fitness 2004                                |
| 084     | Alexandre Frota                   | Septiembre | Actor                                              |
| 085     | Matheus Carrieri y Kaike Carrieri | Octubre    | Padre e hijo                                       |
| 086     | Evandro Silveira                  | Noviembre  | Exoficial de policía                               |
| 087     | Marcos Baby                       | Diciembre  | Programador radial                                 |

### 2005
| Edición | Portada              | Mes        | Notas                                           |
| ------- | -------------------- | ---------- | ----------------------------------------------- |
| 088     | Thiago Dotadão       | Enero      | Participante del reality-show BBB 4             |
| 089     | Alexandre Gaúcho     | Febrero    | Futbolista - Figueirense                        |
| 090     | Walther Verve        | Marzo      | Actor                                           |
| 091     | Júlio Capeletti      | Abril      | Modelo                                          |
| 092     | Alê Mañas            | Mayo       | Participante del reality-show Casa dos Artistas |
| 093     | Alecsandro Massafera | Junio      | Hermano de Grazi (BBB 5)                        |
| 094     | Danyboy              | Julio      | Cantante                                        |
| 095     | Fabiano Borges       | Agosto     | Portero - Criciúma                              |
| 096     | Victor Wagner        | Septiembre | Actor                                           |
| 097     | Bruno Corner         | Octubre    | Muso do Mensalão                                |
| 098     | André Rocha          | Noviembre  | Modelo                                          |
| 099     | Buba                 | Diciembre  | Participante del reality-show BBB 4             |

### 2006
| Edición | Portada                            | Mes        | Notas                                         |
| ------- | ---------------------------------- | ---------- | --------------------------------------------- |
| 100     | Alexandre Frota y Matheus Carrieri | Enero      | Actores - Edición especial: Nª 100            |
| 101     | Leandro Becker                     | Febrero    | DJ                                            |
| 102     | Diogo Paris                        | Marzo      | Sobrino de Scheila Carvalho                   |
| 103     | Ricardo Villani                    | Abril      | Modelo                                        |
| 104     | Gustavo Russi                      | Mayo       | Bailarín - Tchacabum                          |
| 105     | Carlão                             | Junio      | Participante del reality-show BBB 6           |
| 106     | Rogério Miranda                    | Julio      | Modelo                                        |
| 107     | Gustavo Moraes                     | Agosto     | Ex-Paquito                                    |
| 108     | Dan Dan                            | Septiembre | Participante del reality-show BBB 6           |
| 109     | Bruno Canaan                       | Octubre    | Participante del reality-show Jogo da Sedução |
| 110     | Eric Lobão                         | Noviembre  | Exempleado de Varig                           |
| 111     | Klaus Hee                          | Diciembre  | Modelo                                        |

### 2007
| Edición | Portada                          | Mes        | Notas                               |
| ------- | -------------------------------- | ---------- | ----------------------------------- |
| 112     | Kléber Bambam                    | Enero      | Participante del reality-show BBB 1 |
| 113     | Iran Gomes                       | Febrero    | Participante del reality-show BBB 6 |
| 114     | Bira y Caio                      | Marzo      | Modelos                             |
| 115     | David Cardoso Jr.                | Abril      | Actor                               |
| 116     | Rodrigo Carvalho                 | Mayo       | Modelo                              |
| 117     | Emílio, Ricardo y Leandro Spezze | Junio      | Trillizos y modelos                 |
| 118     | Matheus Ohana                    | Julio      | Paparazzo                           |
| 119     | Coy Cosendey                     | Agosto     | Actor                               |
| 120     | Rafael Córdova                   | Septiembre | Portero - Vitória                   |
| 121     | Filipe Iecker                    | Octubre    | Modelo                              |
| 122     | Alexandre Albertoni              | Noviembre  | Modelo y exmiembro de Dominó        |
| 123     | Wagner Limeira                   | Diciembre  | Futbolista - Grêmio                 |

### 2008
| Edición | Portada                                                              | Mes        | Notas                             |
| ------- | -------------------------------------------------------------------- | ---------- | --------------------------------- |
| 124     | Lucas Pugliessa                                                      | Enero      | Modelo y exfutbolista - Palmeiras |
| 125     | Cláudio Andrade                                                      | Febrero    | Actor                             |
| 126     | Daniel Coelho                                                        | Marzo      | Modelo                            |
| 127     | André Morais                                                         | Abril      | Actor porno                       |
| 128     | Donato                                                               | Mayo       | Go-go boy                         |
| 129     | Dan Smith                                                            | Junio      | Modelo                            |
| 130     | Raphael Silva                                                        | Julio      | Modelo                            |
| 131     | Gustavo Moretto                                                      | Agosto     | Modelo de cuerpos pintados        |
| 132     | Ismael Furtado y Rodrigo Carvalho                                    | Septiembre | Modelos                           |
| 133     | Maicon Araújo                                                        | Octubre    | Mr. Gay Floripa 2008              |
| 134     | Richardson Ferreira                                                  | Noviembre  | Actor de Zorra Total              |
| 135     | Vinícius de Oliveira, Márcio Blade, Kayo Felipe y Ricardo Studenroth | Diciembre  | Modelos                           |

### 2009
| Edición | Portada                    | Mes        | Notas                               |
| ------- | -------------------------- | ---------- | ----------------------------------- |
| 136     | Felipe Sacilotti           | Enero      | Modelo                              |
| 137     | Raga Junior                | Febrero    | Modelo                              |
| 138     | Samuel Finkler             | Marzo      | Actor/Modelo                        |
| 139     | Ricardo Villani            | Abril      | Modelo                              |
| 140     | Toni Sales                 | Mayo       | Cantante                            |
| 141     | Bruno Canaan               | Junio      | Modelo                              |
| 142     | Rafael Caumo               | Julio      | Modelo                              |
| 143     | Dorian, Reginaldo y Dennis | Agosto     | Bailarines del grupo Calcinha Preta |
| 144     | Fernando Balcevicz         | Septiembre | Modelo                              |
| 145     | Anderson Soares            | Octubre    | Finalista Mister Gay 2009           |
| 146     | Marcos Seya                | Noviembre  | Modelo                              |
| 147     | Adriano Morais             | Diciembre  | Modelo                              |

### 2010
| Edición | Portada                                                                             | Mes        | Notas                        |
| ------- | ----------------------------------------------------------------------------------- | ---------- | ---------------------------- |
| 148     | Kayo Felipe                                                                         | Enero      | Gogo Dancer / Modelo         |
| 149     | Fabio, Renan y Renato Sampaio                                                       | Marzo      | Modelos                      |
| 150     | Diego y Dirceu Duarte                                                               | Mayo       | Modelos gemelos              |
| 151     | Seleção de Ouro (Paulo Henrique, Carlos Branco, Marcelo Medina y Niccolas de Lucca) | Julio      | Modelos                      |
| 152     | Marcelo Racanely                                                                    | Septiembre | Modelo                       |
| 153     | Lucas Barreto                                                                       | Octubre    | Modelo (ex Fusiliers Marins) |
| 154     | Rafael Cardoso                                                                      | Noviembre  | Modelo (Fitness Boy)         |
| 155     | Thiago Queiroz                                                                      | Diciembre  | Modelo                       |

### 2011
| Edición | Portada                                         | Mes       | Notas                                |
| ------- | ----------------------------------------------- | --------- | ------------------------------------ |
| 156     | Bruno de Cursino                                | Enero     | Modelo                               |
| 157     | Rodrigo Carvalho                                | Febrero   | Reality Show - Big Brother Brasil 11 |
| 158     | André Vidal                                     | Marzo     | Modelo                               |
| 159     | Alan Esteves                                    | Abril     | Stripper y go-go boy                 |
| 160     | Evandro Belucco                                 | Junio     | Modelo                               |
| 161     | Eduardo Correa, Marlon Salles and Everton Gaeta | Julio     | Modelos (Trilogía del Placer)        |
| 162     | Junior Moreno                                   | Agosto    | Ganador de Fitness Model 2011        |
| 163     | Maik Martins                                    | Octubre   | Modelo, Gogo Boy                     |
| 164     | Thiago Zanini                                   | Noviembre | Gogo Boy                             |
| 165     | Kaue Castro                                     | Diciembre | Modelo                               |

### 2012
| Edición | Portada                                                               | Mes     | Notas                                                  |
| ------- | --------------------------------------------------------------------- | ------- | ------------------------------------------------------ |
| 166     | Niccolas de Lucca                                                     | Febrero | Modelo                                                 |
| 167     | Matheus Mazzafera                                                     | Marzo   | Estilista personal                                     |
| 168     | Diego Veiga, Peter Petry, Lukas Rodrigues y Marlon Santana            | Abril   | modelos                                                |
| 169     | Lucas Rodrigues                                                       | Mayo    | modelo                                                 |
| 170     | Vini Guervich, Paulo Fragoso, Patrick Miller, Fábio Dias y Kaká Rocha | Julio   | gogo dancers (Haus of Gogos — Especial: Victoria Haus) |